# Domingo Laporte
Domingo Laporte (Montevideo, 1855 - 1928) est un peintre et graveur uruguayen. Il a été le premier directeur du Museo Nacional de Artes Visuales.

## Biographie
Domingo Laporte est né le 19 octobre 1855 dans la capitale uruguayenne. Fils de Juanna Saparrat et Hipólito Laporte, il a été éduqué en France et en Italie.
Il apprend la peinture auprès du peintre et graveur italien Giovanni Fattori, avec la belle-fille duquel il se marie.
Laporte enseigne à l'Universidad del Trabajo del Uruguay (es) entre 1879 et 1883. En 1889, l'université l'envoie en Italie pour recruter des professeurs. Il y part avec tous ses élèves dont il a la responsabilité. Il rentre au pays en 1896 : il peint beaucoup et reprend un poste d'enseignant de peinture et dessin.
En décembre 1911, le Museo Nacional de Artes Visuales est créé sous le nom de Museo Nacional de Bellas Artes, et Laporte en devient le premier directeur. Il conserve ce poste jusqu'à sa mort en 1928 ; Ernesto Laroche, lui aussi peintre et graveur lui succède.

## Œuvre

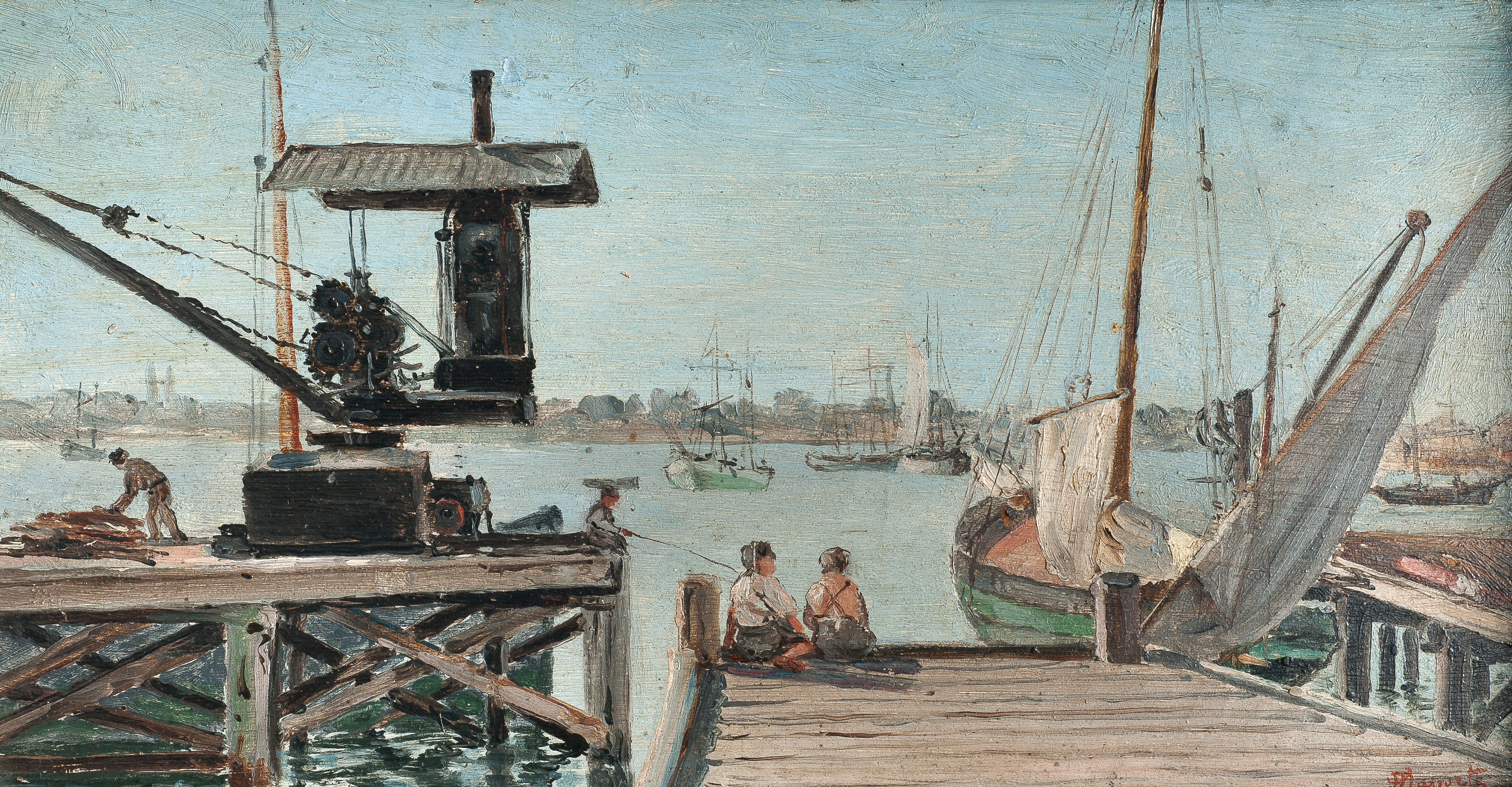
Antiguo puerto de Montevideo

Parmi ses œuvres les plus connues : Un árabe, Patio del Palacio della Signoria, La plegaria de un árabe, El avaro, Crepúsculo de Otoño-Venecia, tomada desde el Lido, Lectura pesada, A contrapelo, Contemplación halagadora, El mosquetero, El ciociario, Palacio Labia-Venecia, La Laguna, al alba-Venecia et El Gran Canal, tomado desde el puente de la Academia de Venecia. Cette dernière œuvre lui veut la mention d'honneur lors de l'Exposition universelle de Paris de 1889.
Il réalise principalement des portraits, mais ne délaisse pas la peinture de paysage ou de marines.
Le Museo Nacional de Artes Visuales conserve une collection d'estampes à l'eau-forte, une technique que Laporte inaugure dans son pays[réf. nécessaire]. Cette collection est composée des estampes intitulées Retrato de Giovanni Fattori, Pinos en los Apeninos, Campiña de Livorno, Pequeño Astillero, Bahía de Montevideo et Teatro Etrusco.
La plupart de ses œuvres sont principalement conservées dans le Museo Juan Manuel Blanes (es), dans le Museo Ernesto Laroche et dans des galeries et collections privées d'Uruguay. Ainsi le Museo Histórico Nacional (es) possède ses toiles Retrato de Don Juan Lindolfo Cuestas (1899) et Retrato de Don José Batlle y Ordóñez (1903).

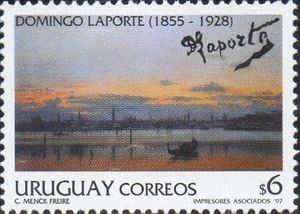
Timbre postal du Crepúsculo de Otoño - Venecia.

En 1997, l'Administración Nacional de Correos (es) émet un timbre postal qui reproduit son œuvre Crepúsculo de Otoño - Venecia.